# Budai zsidó temető
A Budai zsidó temető nagyjából a mai Alagút utca és Pauler utca sarkán állt, közel a Budai vár akkori zsidó kapujához (avagy „szombat kapuhoz”), ami ma a Dísz térre nyílik.

## Története
1894-ben egy építkezés során került elő a temető legrégibb sírköve, melynek felirata szerint „Péter fia Pészach meghalt 1278”. 
A temető fontos stratégiai helyen feküdt, például a törökök ellen készülődő II. Lajos magyar király itt állíttatta fel a sátrait, mielőtt 1526-ban útnak indult volna a mohácsi csatába. Buda török kézre kerülése után, mikor 1541-ben I. Ferdinánd utasítására Wilhelm von Roggendorf osztrák generális megostromolta Budát, ostrom ütegeit a temető területére csoportosította. A csata elveszett, a temetőt pedig nagyjából azóta nem használják, helyén ma lakóházak állnak.
Különös fintora a sorsnak, hogy pár hónappal később, de még 1541-ben Werbőczy Istvánt, aki híres Hármaskönyvébe több zsidóellenes intézkedést is bevett és Budán maradt a törökök bevonulása után is, szintén itt helyezték örök nyugalomra.
A temető feltárt sírköveinek egy része, beleértve az eddig talált legkorábbit is ma a Magyar Nemzeti Múzeumban vannak kiállítva.